# Trichocephala werneri
Trichocephala werneri är en skalbaggsart som beskrevs av Rojkoff 2008. Trichocephala werneri ingår i släktet Trichocephala och familjen Cetoniidae. Inga underarter finns listade i Catalogue of Life.